# جوناثان إيفانز (لاعب اتحاد الرغبي)
جوناثان إيفانز (بالإنجليزية: Jonathan Evans)‏ هو لاعب اتحاد الرغبي بريطاني، ولد في 25 يوليو 1992 في كارديف في المملكة المتحدة.